# Cerkiew Zaśnięcia Przenajświętszej Bogurodzicy w Szczawnem
Cerkiew pod wezwaniem Zaśnięcia Przenajświętszej Bogurodzicy – prawosławna cerkiew parafialna w Szczawnem. Należy do dekanatu Sanok diecezji przemysko-gorlickiej Polskiego Autokefalicznego Kościoła Prawosławnego. Położona na podkarpackim Szlaku Architektury Drewnianej.
Dawna świątynia greckokatolicka. Znajduje się na niewielkim wzniesieniu w pobliżu drogi do Komańczy.
Cerkiew została zbudowana w 1889 przez cieślę Hojsana z Płonnej. Wzniesiona na kamiennej podmurówce (osłoniętej blachą), drewniana, orientowana, o konstrukcji zrębowej, oszalowana pionowymi deskami, trójdzielna (babiniec, nawa, prezbiterium), z niewielką kruchtą. Nad babińcem wieża o konstrukcji słupowej, zwieńczona baniastym hełmem. Dach blaszany, jednokalenicowy, dwuspadowy, z dwoma hełmami, pomalowany na jasnozielono. Wewnątrz cerkwi nadwieszony chór, ikonostas z oryginalnymi ikonami, na sufitach i ścianach polichromia figuralno-ornamentalna z 1925, mosiężny żyrandol na świece ofiarowany w 2004 przez duchownego z Alaski. Świątynia nie posiada instalacji elektrycznej.
W pobliżu cerkwi (po stronie zachodniej) znajduje się drewniana dzwonnica, również z 1889. Jest to budowla o konstrukcji słupowej, z dachem namiotowym, wyposażona w cztery dzwony. Na przycerkiewnym cmentarzu wznoszą się dwa wysokie drewniane krzyże, z których jeden upamiętnia 1000-lecie chrztu Rusi.
Cerkiew służyła grekokatolikom do końca II wojny światowej. W 1945 niemal wszystkich Ukraińców ze Szczawnego (około 170 rodzin) wysiedlono do ZSRR. Od tego czasu budynek był użytkowany przez PGR, a następnie sprzedany osobie prywatnej i przeznaczony do rozbiórki. Świątynia ocalała dzięki staraniom powojennych osiedleńców (z których część dokonała konwersji na prawosławie) oraz nielicznych osób, którym udało się po 1956 powrócić na ojcowiznę. W grudniu 1962 cerkiew przekazano do użytkowania Polskiemu Autokefalicznemu Kościołowi Prawosławnemu jako świątynię filialną utworzonej rok wcześniej parafii w Morochowie. Od tej pory obiekt kilkakrotnie remontowano (w 1968 wymieniono dach, w 1993 – podmurówkę, w 1997 i 2008 dokonano kolejnych napraw dachu. W 1973 i 1998 wyremontowano dzwonnicę (łącznie z dachem), w 2003 odrestaurowano zabytkowe nagrobki na przycerkiewnym cmentarzu, a w 2004 – drewnianą kapliczkę Matki Bożej w centrum wsi.
Nabożeństwa w cerkwi celebrowane są co drugą niedzielę przez duchownych z Morochowa. Główna uroczystość przypada 28 sierpnia (według starego stylu 15 sierpnia) – w święto Zaśnięcia Bogurodzicy.
Na podstawie ustawy z dnia 17 grudnia 2009 o uregulowaniu stanu prawnego niektórych nieruchomości pozostających we władaniu Polskiego Autokefalicznego Kościoła Prawosławnego świątynia stała się wyłączną własnością Kościoła Prawosławnego.
Cerkiew, dzwonnicę i cmentarz wpisano do rejestru zabytków 31 stycznia 1985 pod nr A-79.

## Galeria

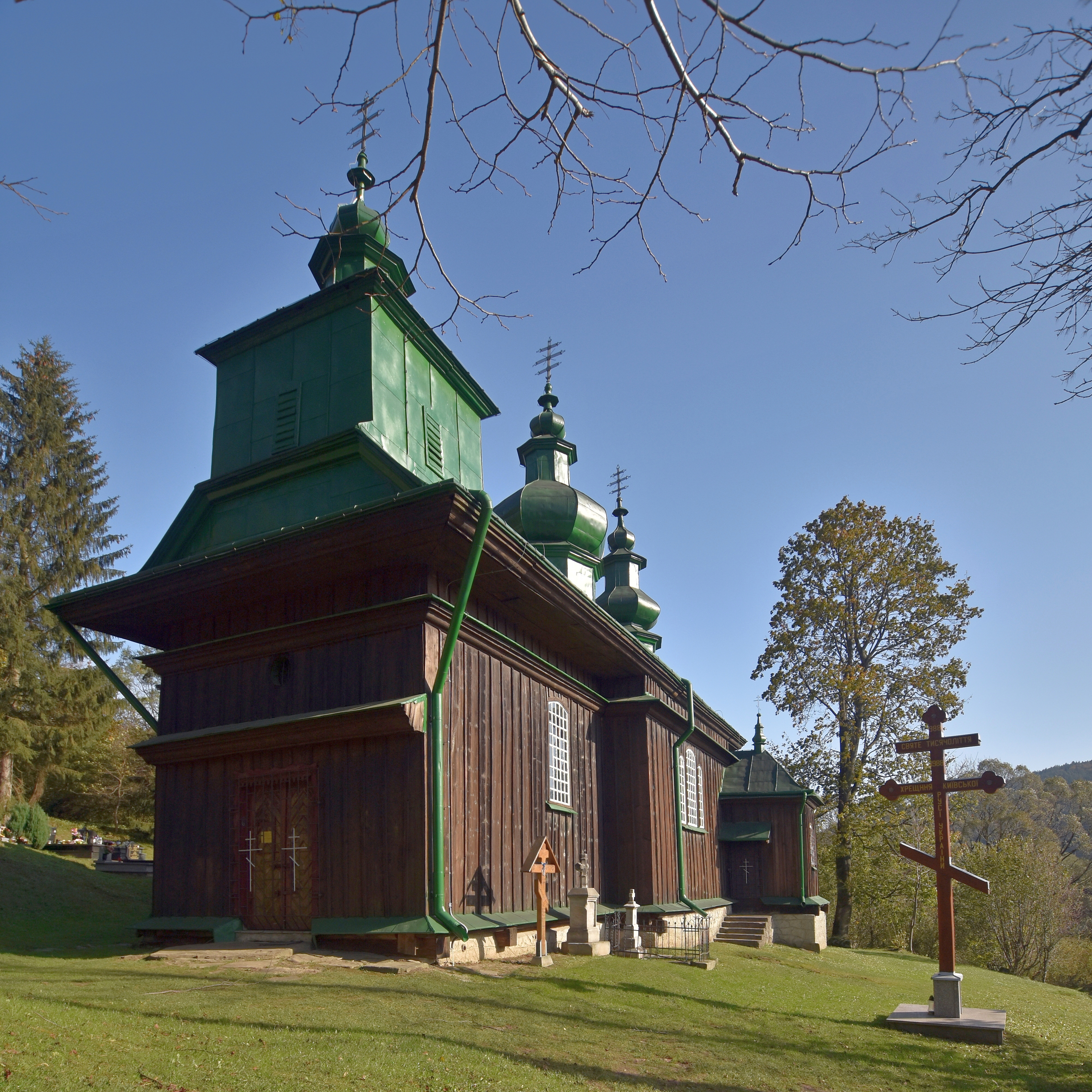
Cerkiew od frontu
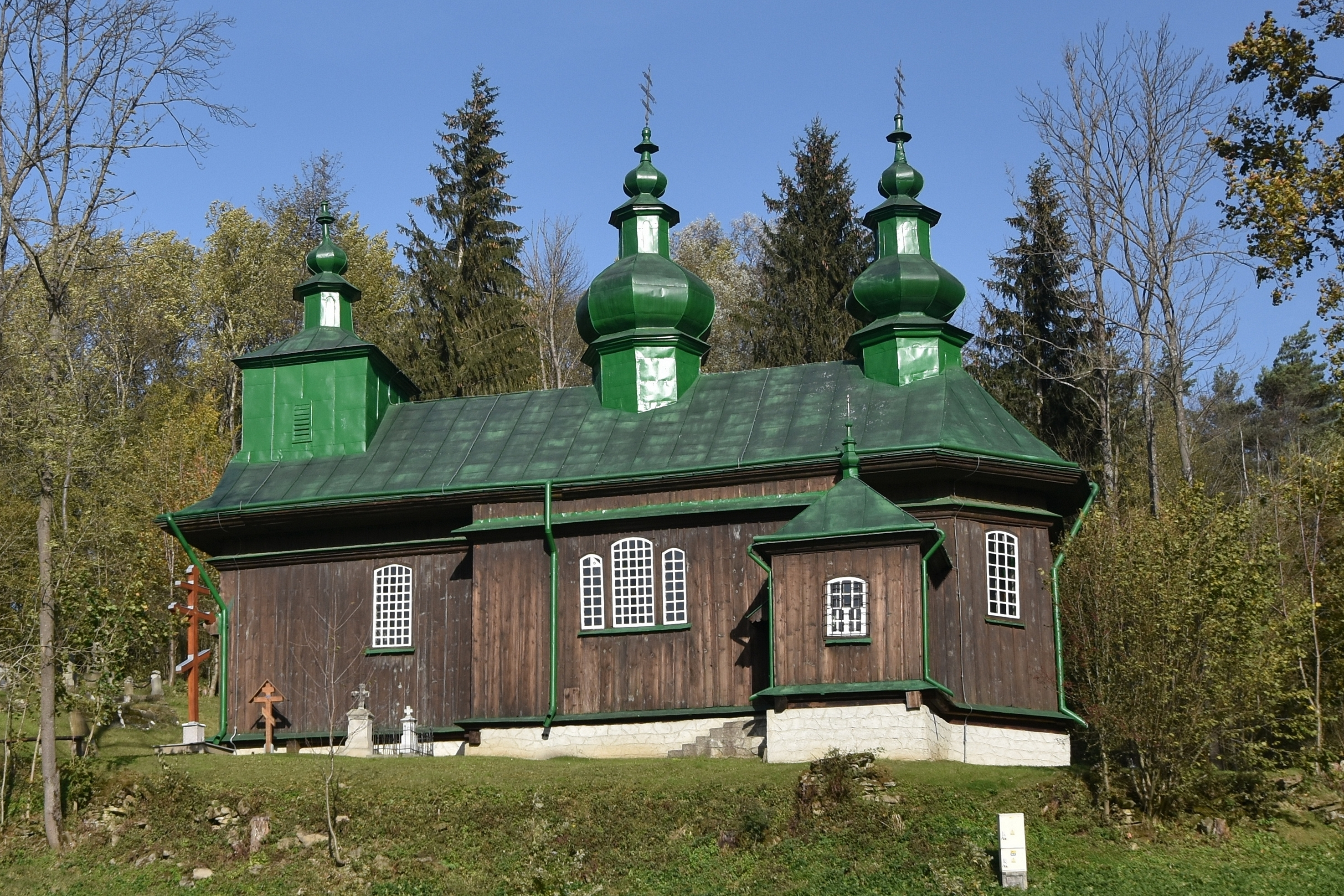
Elewacja boczna
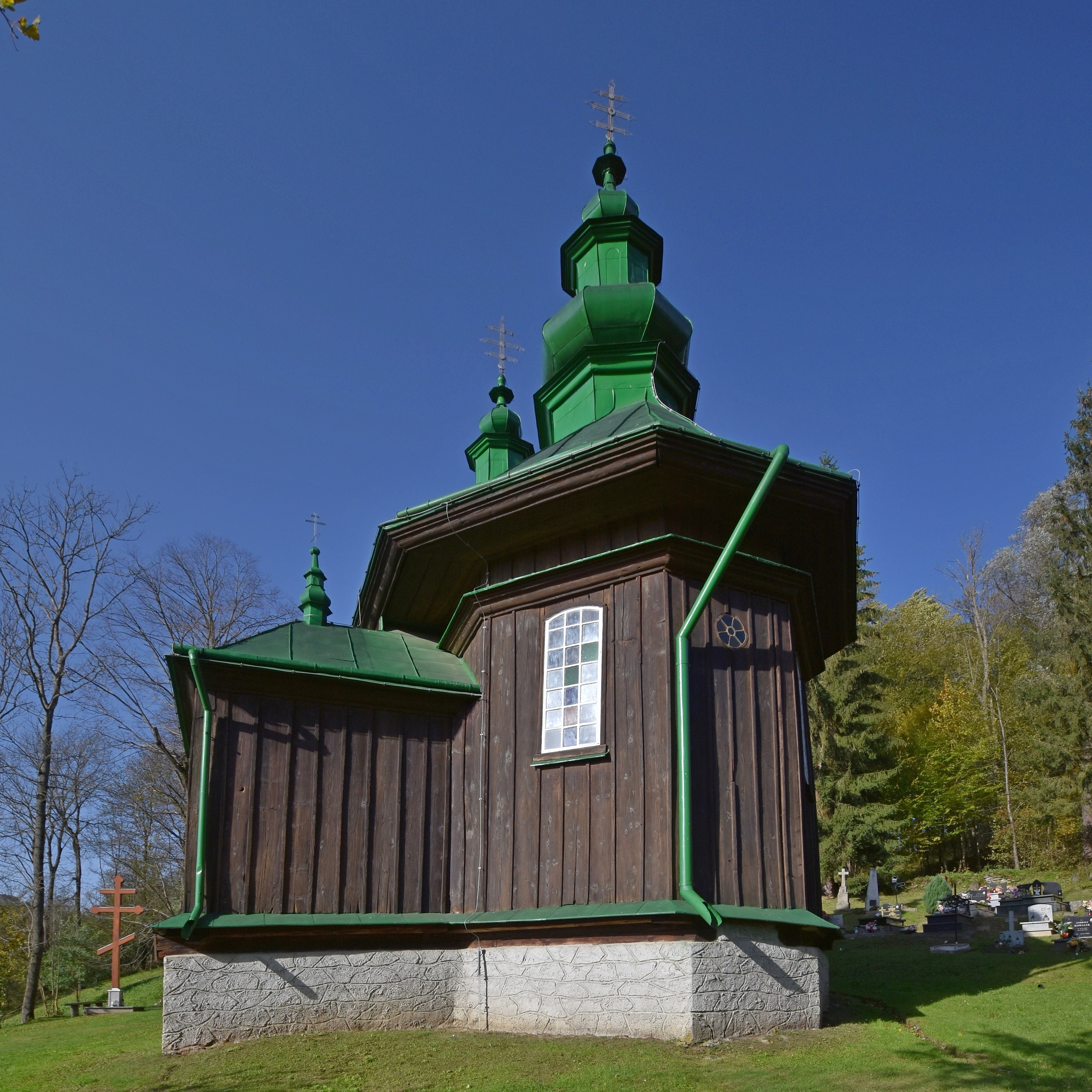
Widok od strony prezbiterium
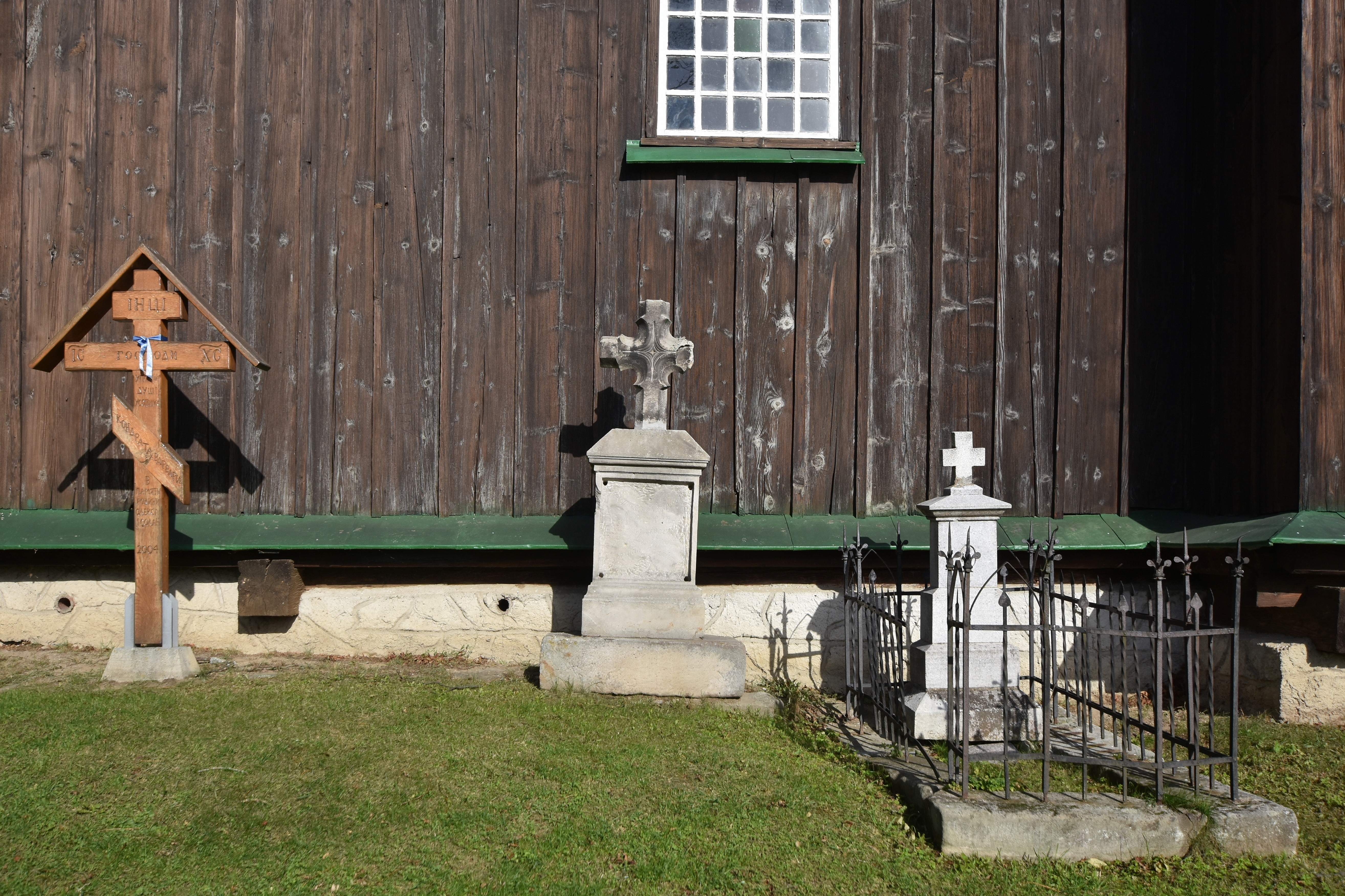
Otoczenie
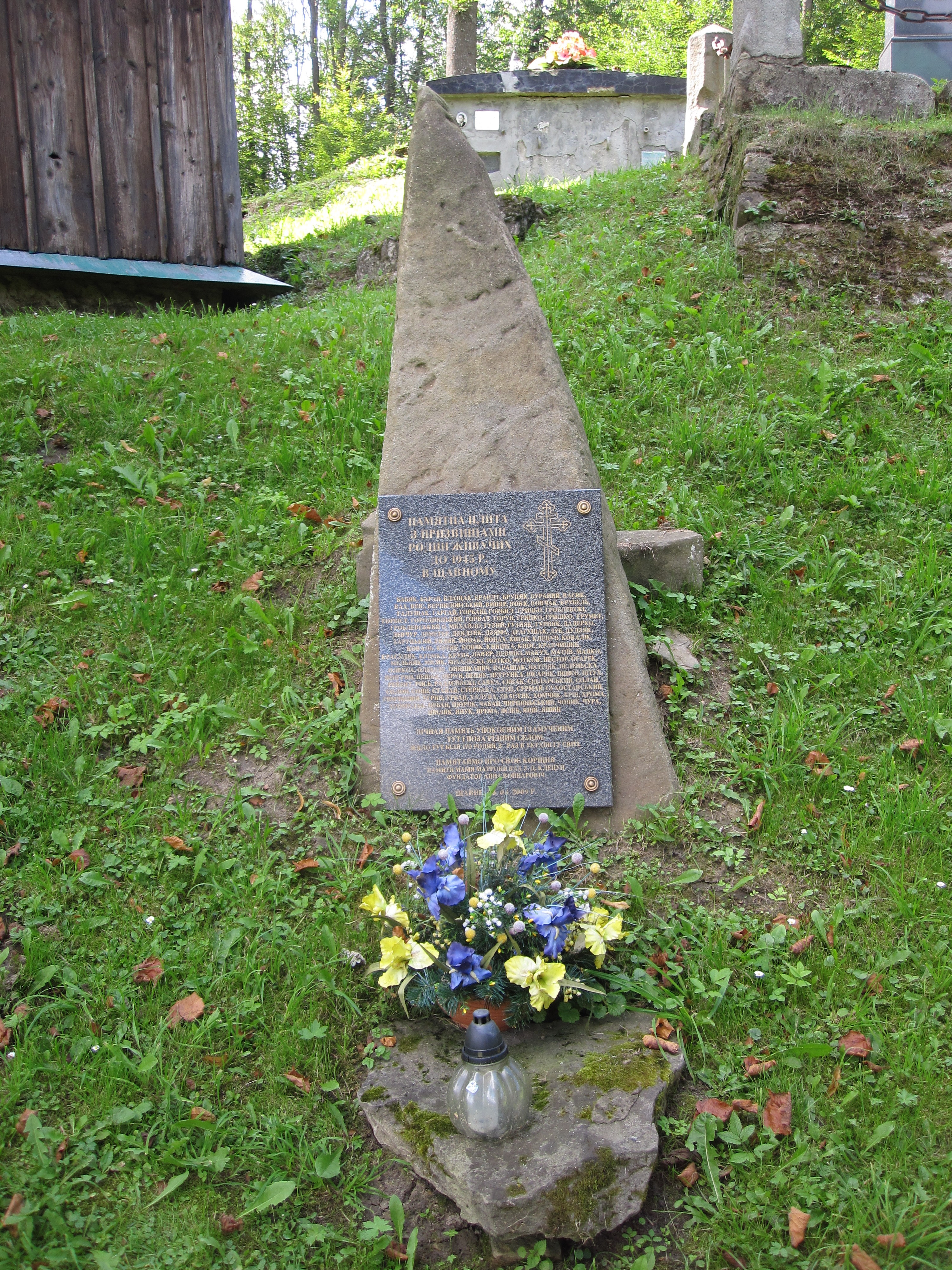
Obelisk upamiętniający wysiedlenie ludności ukraińskiej w 1945
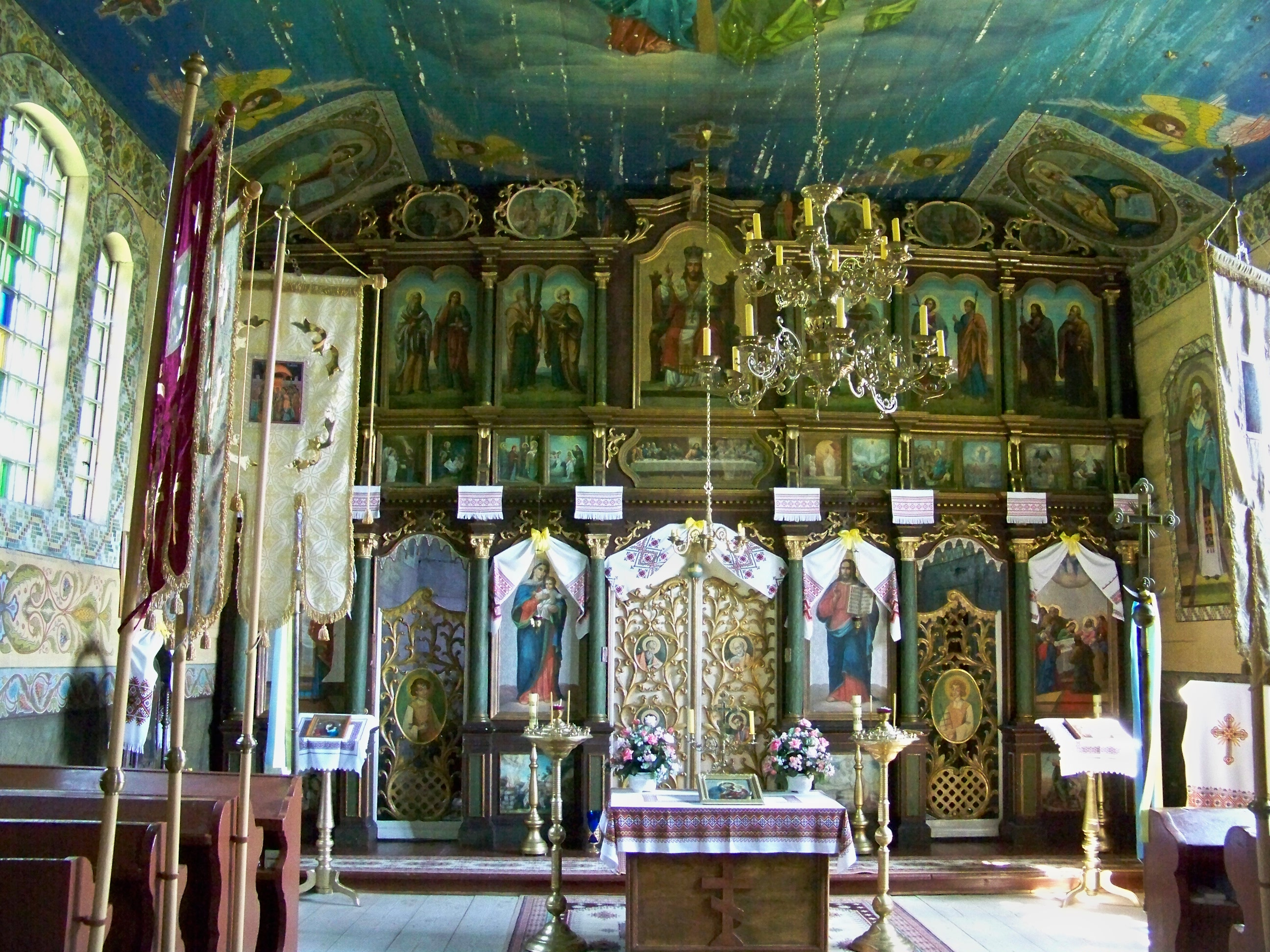
Wnętrze cerkwi
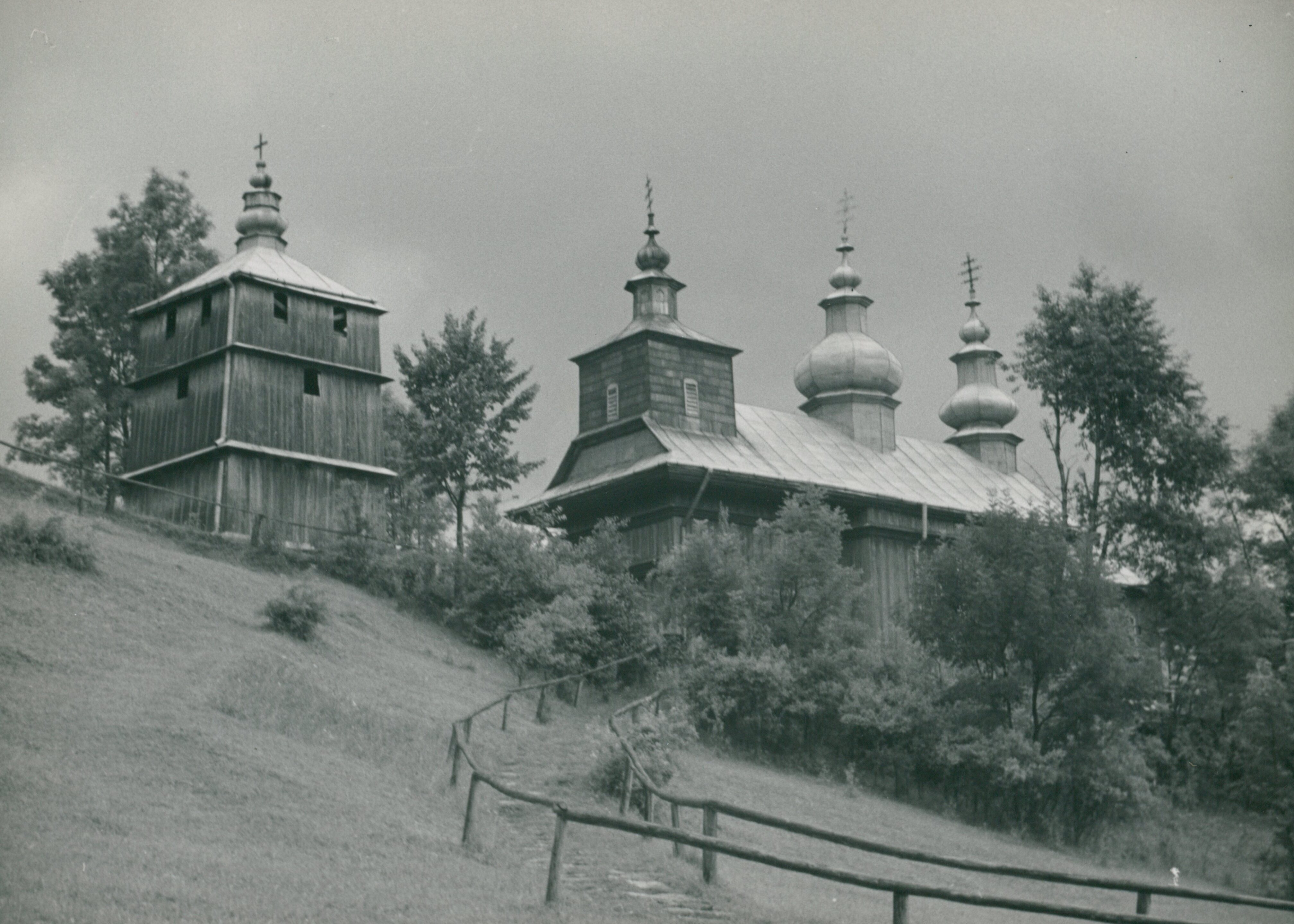
Widok cerkwi przed 1936